# Laglighetsprövning
Laglighetsprövning är ett överklagande enligt svenska kommunallagens kapitel 13 (gamla kommunallagens 10 kapitel). Enligt denna har varje medlem i en svensk kommun eller en region rätt att överklaga kommunens eller regionens beslut. Överklagandet skall lämnas in senast tre veckor efter att beslutet anslagits. Vid laglighetsprövningen avgör domstolen om beslutet strider mot någon lag eller författning, till exempel genom att det har begåtts något formellt fel eller om kommunen har överskridit sina befogenheter. Laglighetsprövning kallades fram till 1991 kommunalbesvär.
Vissa beslut av en kommun eller en region överklagar man i stället genom förvaltningsbesvär (exempelvis bygglov eller försörjningsstöd). Detta regleras i så fall i lag eller författning, eller följer av Europakonventionens krav på rätt till domstolsprövning avseende civila rättigheter och skyldigheter.